# Takarajimasha
Takarajimasha, Inc. (jap. 株式会社宝島社 Kabushiki Gaisha Takarajimasha) – japońskie wydawnictwo z siedzibą w tokijskiej dzielnicy Chiyoda, specjalizujące się w wydawaniu magazynów modowych zorientowanych na subkulturę, skierowanych do nastolatków, czasopism o modzie ogólnie, a także przewodników.

## Historia
Firma została założona 22 września 1971 pod nazwą JICC, Inc. (jap. 株式会社ジェー・アイ・シー・シー) jako działalność konsultingowa dla lokalnego samorządu i następca dawnej firmy Takarajima Photo Chemicals Co, Ltd., założonej w 1918 roku. Założona przez byłych studentów Uniwersytetu Waseda, w maju 1974 zaczęła wydawać swój pierwszy magazyn, Takarajima, który poświęcony był japońskiej subkulturze. W marcu 1976 firma rozpoczęła publikację drugiego czasopisma, Bessatsu Takarajima. Kono Mystery ga sugoi!, magazyn pełniący rolę przewodnika, został po raz pierwszy opublikowany w grudniu 1989, podczas gdy magazyn modowy Cutie po raz pierwszy ukazał się we wrześniu 1989. 1 kwietnia 1993 firma zmieniła nazwę na Takarajimasha. Magazyny modowe Smart, Spring i Sweet, skierowane do młodzieży, są publikowane odpowiednio od października 1995, lutego 1996 i marca 1999. Takarajimasha jest również znana z wprowadzenia w 2005 roku koncepcji „brand mook”, czyli mook’a zawierającego katalog nowych produktów danej marki oraz limitowaną edycję produktów tej marki.

## Publikacje

### Modowe
Skierowane do nastolatek
- Cutie
- Spring
- Mini
- Steady

Skierowane do kobiet w wieku 20 i 30 lat
- Sweet
- InRed
- Mori Girl Lesson[6]

Skierowane do kobiet w wieku 40 lat
- Glow
- Linen (jap. リンネル Rinneru)

Skierowane do mężczyzn
- Smart
- Men’s Roses

### Inne
Obecnie
- Takarajima (jap. 宝島)
- Bessatsu Takarajima (jap. 別冊宝島)
- Kono Mystery ga sugoi! (jap. このミステリーがすごい! Kono misuterī ga sugoi!)
- Kono Light Novel ga sugoi! (jap. このライトノベルがすごい! Kono raito noberu ga sugoi!)
- Kono manga ga sugoi! (jap. このマンガがすごい!)
- Kono anime ga sugoi! (jap. このアニメがすごい!)
- Kono eiga ga sugoi! (jap. この映画がすごい!)
- Inakagurashi no hon (jap. 田舎暮らしの本)

Dawniej
- Shūkan Shōnen Takarajima (jap. 週刊少年宝島)
- CUTiE Comic
- Takarajima 30 (jap. 宝島30)
- Famicon Hisshō Hon (jap. ファミコン必勝本)
- UltraOne (jap. ウルトラONE Urutora Wan)
- Boom
- Band Yarouze (jap. バンドやろうぜ Bando Yarouze)